# Каћуша
Каћуша (рус. Катюша — Катјуша) је име за совјетски вишецевни бацач ракета, прво ракетно артиљеријско оружје на свету и једно од најпознатијих артиљеријских оруђа у наоружању Црвене армије током Другог светског рата. Развијена током 1930-их година, Каћуша је држана у тајности све до немачког напада на СССР. Батерије ових ракетних бацача, којима су до тада руковале искључиво јединице НКВД, стављане су по потреби на располагање појединим командантима армија на оним секторима фронта који су били посебно угрожени непријатељским нападом. На бојишту их је први пута користила у Другом светском рату Црвена армија 14. јула 1941. године. Систем се састоји од више ракетних лансера постављених на шасију камиона, што му даје велику покретљивост. Ракете је могуће испаљивати појединачно или у низу. Каћуше су оружја мале прецизности, па је њихова ефикасност остварена истовременим дејством већег броја ракета на исту мету. Коришћене су као оружје подршке пешадији и оклопно-механизованим јединицама. У завршној фази рата коришћена је у великом броју током артиљеријске припреме пре почетка офанзивних дејстава. Немачки војници који су се по први пут у борби сусрели са овим оруђем назвали су га „Стаљинове оргуље“, због специфичног звука који је ракета производила приликом лансирања. Првобитна верзија овог ракетног лансера М-13 користила је ракете на чврсто гориво калибра 132 mm које су лансиране са једноставног вишеструког шинског лансера, најчешће монтираног на камиону са три осовине. Паралелно са М-13 развијен је и лансер ракета М-30 који је користио ракете калибра 300 mm које су лансиране из једноставног лансера у облику правоугаоног рама од челичних шипки, у којем су биле монтиране четири лансирне шине. Познати су били совјетски системи БМ-13 и БМ-8.
Вишецевни бацачи ракета су били врхунска тајна на почетку Другог светског рата. Због тога су формирани специјални одреди тајне полиције НКВД-а да управљају њима. Експериментална батерија од седам бацача под командом капетана Ивана Фљорова је први пут коришћена 14. јула 1941. у бици код села Рудња код Смоленска. Та батерија је уништила велику групу немачких војника са тенковима, оклопним возилима и камионима.
Третирана као једна од највећих војних тајни, каћуше су, када нису дејствовале биле покривене цирадом. Немци су због специфичног звука каћуше звали „Стаљинове оргуље“.
Три су момента нарочито била тајна: ракетно гориво, начин опаљивања (који је био из камиона) и превазилажење фактора трења између рампе и пројектила приликом лансирања. Каћуше су имале уграђен систем за самоуништење те током Другог светског рата ни једна није пала у немачке руке.
Остале су у употреби и након Другог светског рата све до 60-их година 20. века, када су их заменили прецизнији и ефикаснији састави.